# Rubbermaid
Rubbermaid es un fabricante y distribuidor estadounidense de artículos para el hogar. Es una subsidiaria de Newell Brands. Es conocido por producir contenedores de almacenamiento de alimentos y cubos de basura. Además, produce cobertizos, taburetes, armarios y estanterías, cestos de ropa, papeleras, ambientadores y otros artículos para el hogar.

## Historia

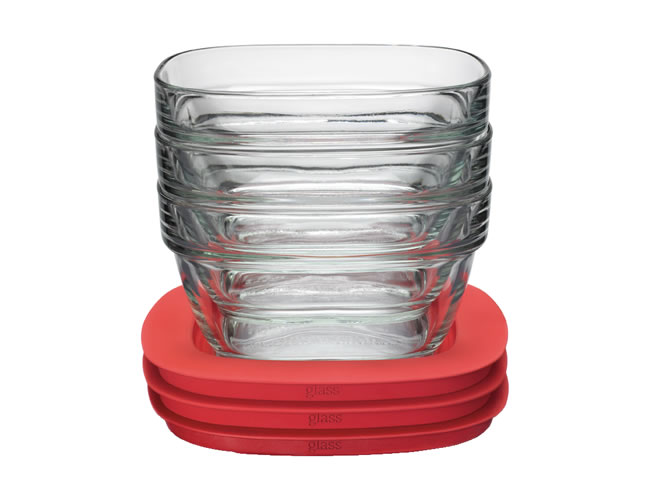
Contenedores de almacenamiento de alimentos de vidrio Rubbermaid.

Rubbermaid fue fundada en 1920 en Wooster, Ohio como Wooster Rubber Company por nueve empresarios. Originalmente, Wooster Rubber Company fabricaba globos de juguete.
En 1933, James R. Caldwell y su esposa recibieron una patente para su recogedor de caucho azul. Llamaron a su línea de productos de cocina de caucho "Rubbermaid" ("dama de caucho").
En 1934, Horatio Ebert vio productos de Rubbermaid en una tienda por departamentos de Nueva Inglaterra y creyó que tales productos podrían ayudar a Wooster Rubber. que estaba en apuros. Él diseñó una fusión de las dos empresas en julio de 1934. Todavía con el nombre de Wooster Company, el nuevo grupo comenzó a producir productos de caucho para el hogar bajo la marca Rubbermaid.
En 1984, Rubbermaid adquirió Little Tikes, un fabricante de juguetes. En 1985, Rubbermaid adquirió a su competidor Gott Corporation. En 1996, Rubbermaid adquirió los productos para bebés de Graco.
En 1999, Newell compró Rubbermaid por 6.000 millones de dólares. Entonces Newell cambió su nombre a Newell Rubbermaid. Newell Rubbermaid cambió su nombre nuevamente al actual Newell Brands en 2016 como parte de la adquisición de Jarden en otra fusión.
En 2003, la empresa anunció su mudanza de Wooster a Atlanta, Georgia; se eliminarían 850 puestos de trabajo de fabricación y bodegaje, y 409 puestos de trabajo de oficina se trasladarían a otros lugares. Un centro de distribución de Rubbermaid permaneció en la antigua sede durante algún tiempo, hasta que fue adquirido por GOJO Industries, Inc.